# Tinospora formanii
Tinospora formanii är en tvåhjärtbladig växtart som beskrevs av Udayan och Pradeep. Tinospora formanii ingår i släktet Tinospora och familjen Menispermaceae. Inga underarter finns listade i Catalogue of Life.